# 184 v.Chr.
184 v.Chr. is een jaartal volgens de christelijke jaartelling.

## Gebeurtenissen

### Italië
- In Rome worden Marcus Porcius Cato en Lucius Valerius Flaccus, door de Senaat herkozen tot censor. Cato streeft ernaar met ernst en strengheid de Oud-Romeinse tradities te handhaven, hij voert een reeks onpopulaire hervormingen in.
- De Romeinen stichten de handelskolonie Pisaurum (huidige Pesaro), de Piceni (Italiërs) worden in Picenum aan de Adriatische kust onderworpen.

### China
- Han Qianshaodi wordt door zijn moeder, keizerin-weduwe Lu Hou in het paleis van Chang'an opgesloten en door ambtenaren vermoord.
- Han Houshaodi (184 - 180 v.Chr.) volgt zijn broer Han Qianshaodi op als keizer van het Chinese Keizerrijk.

## Overleden
- Han Qianshaodi, keizer van het Chinese Keizerrijk
- Titus Maccius Plautus (~254 v.Chr. - ~184 v.Chr.), Latijnse dichter (70)